# Brezje pri Raki
Brezje pri Raki – wieś w Słowenii, w gminie Krško. W 2018 roku liczyła 45 mieszkańców.